# Đức Mẹ Michle
Đức mẹ Michle là tác phẩm của một nhà điêu khắc chưa biết tên ở nửa cuối thế kỷ 14. Du khách cho thể chiêm ngưỡng tác phẩm tại Phòng trưng bày Quốc gia Praha.

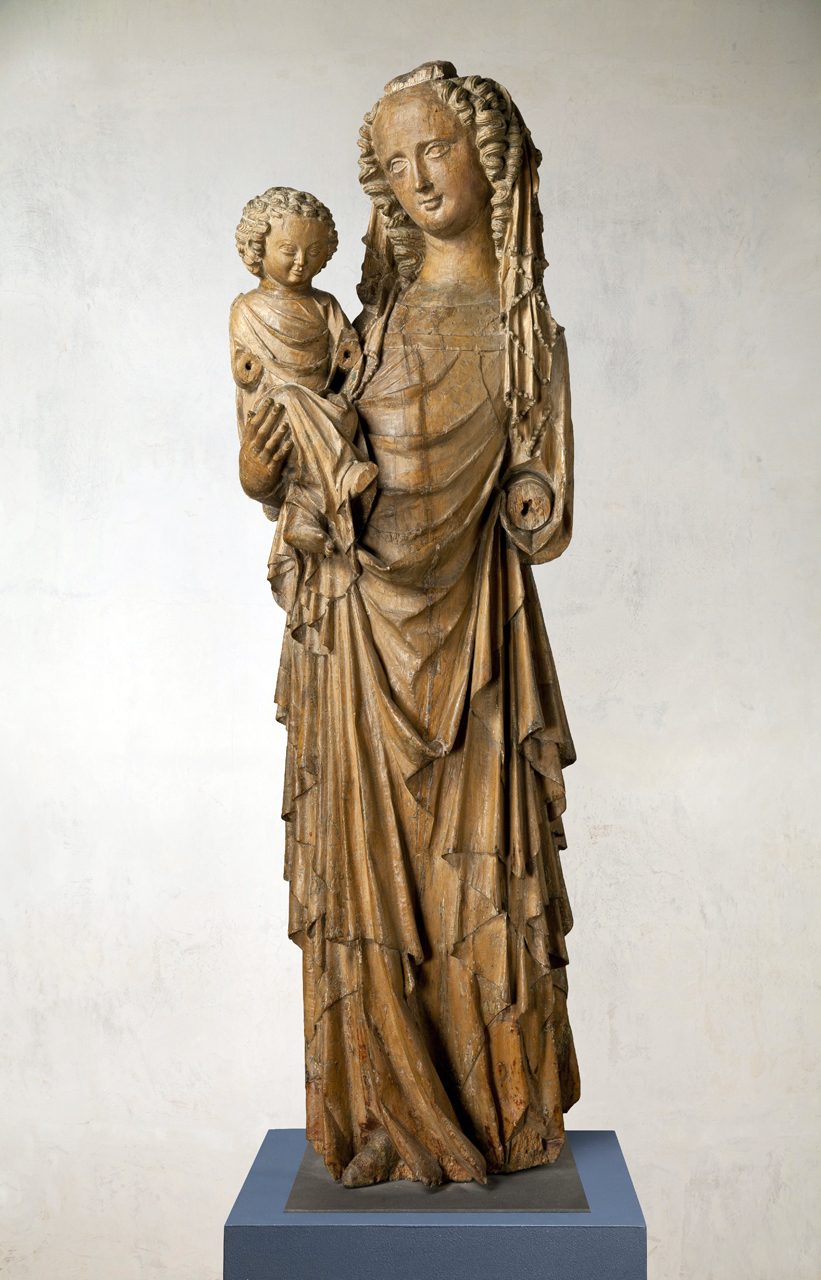
Michle Madonna, Phòng trưng bày Quốc gia Praha

## Miêu tả tác phẩm điêu khắc
Tác phẩm điêu khắc Đức Mẹ Michle cao 120 cm, chạm khắc từ gỗ lê. Tác phẩm mang phong cách chạm khắc theo nhịp tuyến tính, có niên đại từ thế kỷ 14 ở Séc. Phong cách này có đặc điểm là tạo các nếp gấp có độ võng xuống rất tinh xảo, trông tựa như vải lanh, lọn tóc thật. Dáng đứng của Đức mẹ như đang đứng trụ vào một chân. Hài nhi ở bên phải của Đức Mẹ, đây cũng là nơi hội tụ các nếp gấp dọc và ngang của quần áo, làm nổi bật lên tình mẫu tử.
Phong cách nghệ thuật của bức điêu khắc Đức Mẹ Michle có nhiều điểm tương đồng với phong cách điêu khắc đá tuyến tính của Pháp vào đầu thế kỷ 14 (chẳng hạn như tác phẩm điêu khắc năm vị tông đồ từ Nhà thờ Thánh Jacques-aux-Pèlerins và tác phẩm điêu khắc lăng mộ các vị vua Pháp tại Vương cung thánh đường Thánh Denis). Các tác phẩm điêu khắc của phong cách tiêu biểu bởi sự cách điệu các hình dạng và sự sắp xếp các nếp gỗ theo chiều tuyến tính với mật độ nếp lớn.